# 玛格丽特·戈尔曼

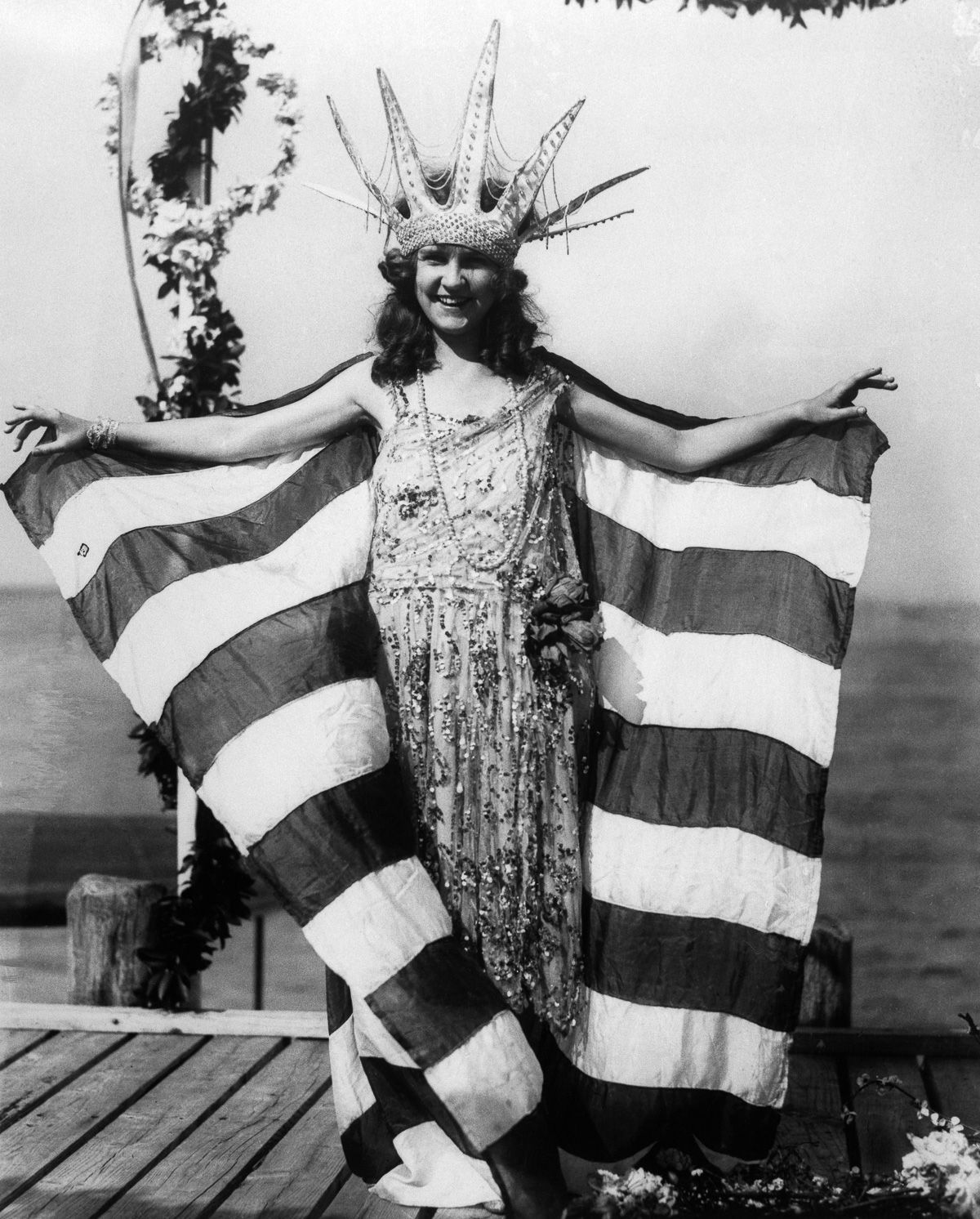
玛格丽特·戈尔曼

玛格丽特·戈尔曼（1905年8月18日 - 1995年10月1日） 是一位美国模特、选美皇后。她是首届美利坚小姐选美大赛冠军。戈尔曼一度是体重最轻的美利坚小姐。該紀錄直到1949年才被其他人打破。